# Rignano sull'Arno
Rignano sull'Arno és un municipi situat al territori de la ciutat metropolitana de Florència, a la regió de Toscana, (Itàlia).
Rignano sull'Arno limita amb els municipis de Bagno a Ripoli, Greve in Chianti, Incisa in Val d'Arno, Pelago, Pontassieve i Reggello.

## Galeria

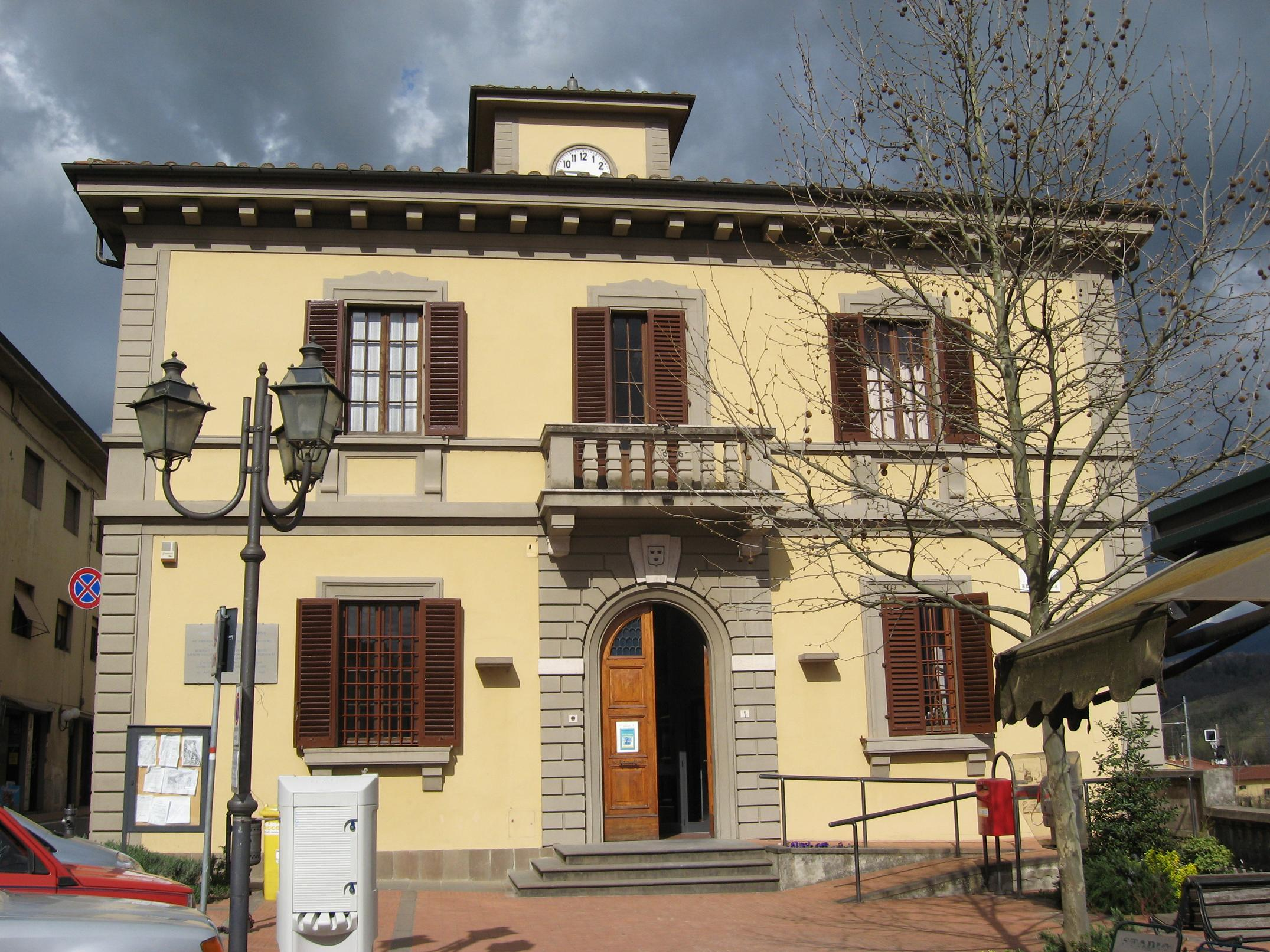
Ajuntament
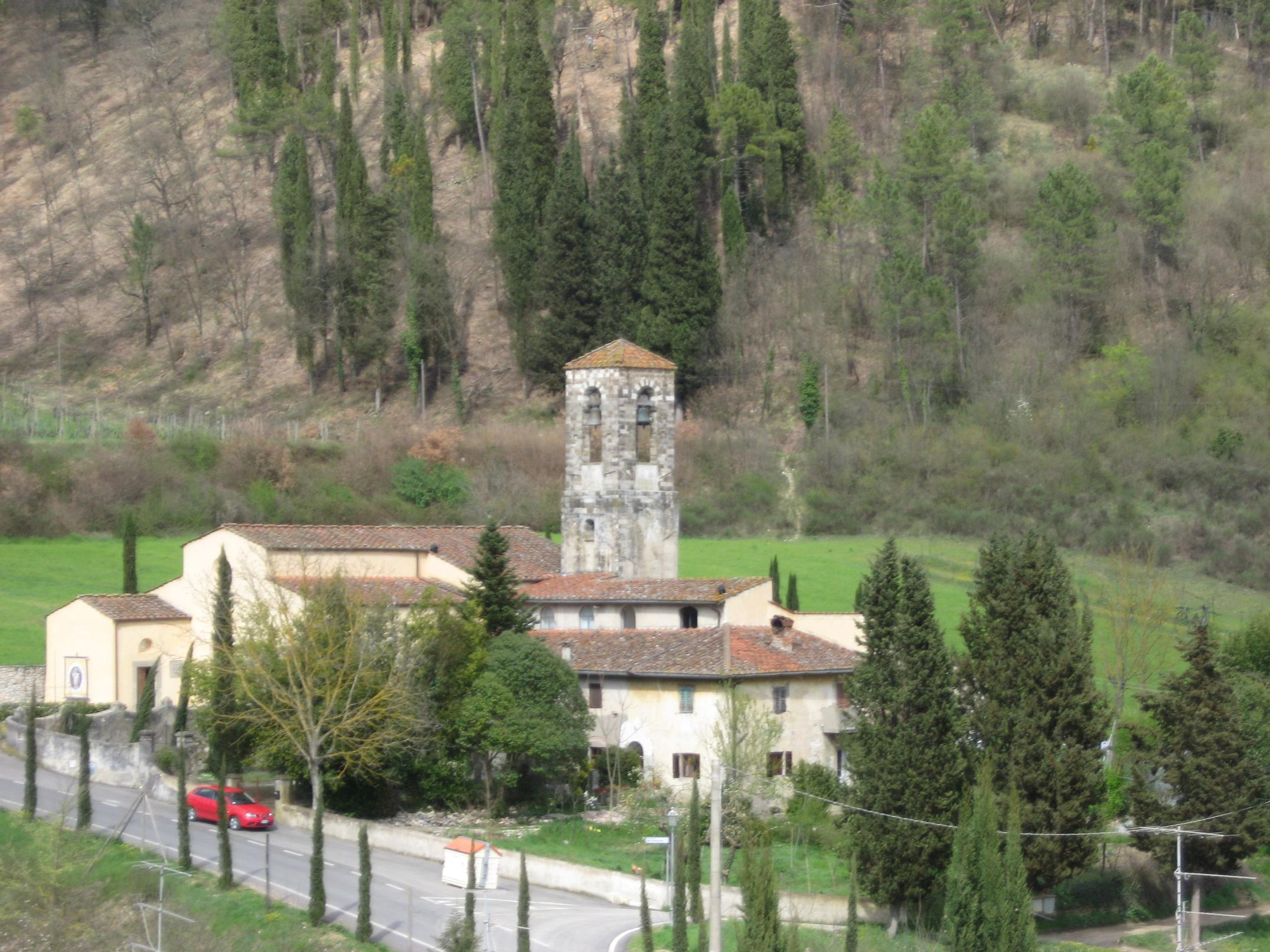
Pieve di Sant Leolino